# آکمی ایواتا
آکمی ایواتا (ژاپنی: 岩田 明美) بازیکن فوتبال اهل ژاپن و عضو تیم ملی فوتبال ژاپن است که در تاریخ ۱۱ ژوئن ۱۹۸۱ میلادی اولین بازی ملی‌اش را انجام داد. او در ۳ بازی ملی حضور داشت و آخرین بازی ملی خود را در تاریخ ۹ سپتامبر ۱۹۸۱ میلادی انجام داد. آکمی ایواتا در بازی‌های ملی‌اش
گلی به ثمر نرساند.